# Parafia św. Jana Ruskiego w Lyonie
Parafia św. Jana Ruskiego – jedna z 11 pierwotnie etnicznych parafii rosyjskich we Francji, które znajdują się w jurysdykcji Rosyjskiego Kościoła Prawosławnego poza granicami Rosji. Jest to jedna z dwóch – obecnie zaś jedyna działająca – parafia w tej jurysdykcji z siedzibą w Lyonie. W latach 2002–2006 parafia pozostawała poza strukturami Rosyjskiego Kościoła Prawosławnego, protestując przeciw zjednoczeniu Kościoła Zagranicznego z Patriarchatem Moskiewskim, do których ostatecznie wróciła. Językami liturgicznymi parafii są cerkiewnosłowiański i francuski.